# Vitalija Tuomaitė
Vitalija Tuomaitė (Žeimelis, 22 november 1964 - Vilnius 8 augustus 2007) was een voormalig basketbalspeelster die uitkwam voor het nationale basketbalteam van de Sovjet-Unie en Litouwen. Ze stierf op 42-jarige leeftijd aan de gevolgen van kanker.

## Carrière
Tuomaitė begon haar carrière bij Spartak Vilnius. Later speelde ze voor Kibirkštis Vilnius. Ze werd met dat team in 1984 derde om het landskampioenschap van de Sovjet-Unie.
Met het Nationale team van de Sovjet-Unie won in Tuomaitė in 1988 de bronzen medaille op de Olympische Spelen. In 1985 en 1987 werd ze Europees kampioen. Met het Nationale team van Litouwen behaalde ze de vijfde plaats op het Europees kampioenschap in 1995 en een zesde plaats op het Wereldkampioenschap in 1998.

## Erelijst
- Landskampioen Sovjet-Unie:
  - Derde: 1984
- Landskampioen Litouwen: 5
  - Winnaar: 1982, 1983, 1989, 1990, 1999
- Olympische Spelen:
  - Brons: 1988
- Europees kampioenschap: 2
  - Goud: 1985, 1987